# 高峰圭二
高峰圭二（日语：／ Takamine Keiji，1946年7月6日—），日本前演员。本名高桥政彦（日语：高橋 政彦 / たかはし まさひこ）。大阪府出身。桃山学院大学毕业。
其飾演之著名角色就是饰演1972年的《超人力霸王衛司》中TAC（超兽攻击队）的主角北斗星司队员，即主角超人力霸王衛司的人间体及其声优。

## 經歷
1960年，高峰申請了一部電視劇的公開招聘演員表，隨後並被錄用，飾演《竜巻小天狗》的主角。當劇集播畢後則與寶塚電影簽約，出演了以關西地區為主客群的多部電視劇。18歲時與合作出演青春劇《青春》的近藤正臣一拍即合，並與櫻木憲一建立了友誼。
1972年，當他客串由櫻木主演的熱門電視劇《偵探君》時，時任TBS製作人橋本耀司中意他擔任下一任超人力霸王主演演員的人選，並受櫻木和近藤的邀請，進行了試鏡，成功擔任了《超人力霸王衛司》的主人公北斗星司一角，也因此搬到東京，與櫻木和近藤同屬一個辦公室。
在《衛司》中，高峰與飾演南夕子的星光子共同擔任主角，然後隨著星光子離開主要演員群，衛司》後半幾乎都由北斗一人變身，當時的變身姿勢是高峰和櫻木商量時，在不會輸給《假面騎士》的目標向設計了幾種變身姿勢，但據說最終採用了最簡單的一種。
在《衛司》播畢後，高峰活躍於歷史劇如必殺系列、《水戸黄門》和《大岡越前》，以及兩小時的電視劇。在1987年的一次採訪中，他說：「我想知道是否有還會有像我這樣沒有特定角色的演員。」
在1998年離開公司後，有段時間他息影演藝圈，但直到2004年《衛司》和2005年《超人力霸王太郎》DVD發售後才重新回歸到觀眾面前，此外，在2006年超人力霸王系列迎來40週年之際，他在電影《超人力霸王梅比斯&超人兄弟世紀之戰》中時隔30多年首次飾演北斗。此外，他還客串了電視劇《超人力霸王梅比斯》，並在第44話中再次與星光子合演。此後他經常以衛司的身份參與系列的演出
2020年，當高峰收到為《超人力霸王Z》第19話配音的提議時，他於同年5月患上了舌癌，右側進行了大面積切除手術。他請他的妻子檢查他是否能正確地說出台詞，並表示即使狀況不佳，他還是決定冒險一試。

## 出演

### 電視劇
- 超人力霸王系列
  - 超人力霸王衛司 （1972年-1973年、TBS） - 北斗星司
  - 超人力霸王太郎 第33話-第34話（1973年-1974年） - 北斗星司
  - 超人力霸王梅比斯 第45話、第50話（2007年、CBC） - 北斗星司
  - 超人力霸王Z 第19話（2020年、東京電視台） - 超人力霸王衛司（聲）

### 電影
- 超人力霸王系列
  - 超人力霸王梅比斯&超人兄弟世紀之戰（2006年、松竹） 北斗星司
  - 大決戰!超人力霸王8兄弟（2008年、松竹） - 北斗星司
  - 大怪獸格鬥_超銀河傳說_THE_MOVIE（2009年、華納兄弟） - 超人力霸王衛司（聲）
  - 超人力霸王傑洛 THE MOVIE 超決戰！貝利亞銀河帝國（2010年、松竹） - 超人力霸王衛司（聲）
  - 超人力霸王傳奇（2012年、松竹） -北斗星司

## 外部連結
- 官方網站 （页面存档备份，存于）
- 高峰圭二 - NHK人物録

- Uooな人々 「幻か」〜高峰圭二〜，存于
- Keiji Takamine在互联网电影资料库（IMDb）上的資料（英文）
- 高峰圭二的X（前Twitter）